# 나짐 히크메트

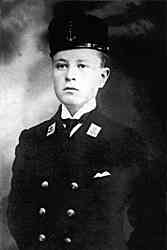
15세 나이의 나짐

나짐 히크메트 란(Nâzım Hikmet Ran, 1902년 1월 15일 ~ 1963년 6월 3일)은 터키의 시인, 극작가, 감독이다. 그의 발언 중 시적 흐름 부분에서 좋은 평가를 받았다. "낭만적인 공산주의자", "낭만적이고 혁명적인"으로 불리던 그는 여러 번 체포되어 자신의 성인의 삶 대부분을 옥중 또는 망명 상태로 보냈다. 그의 시는 50개 이상의 언어로 번역되었다.

## 생애
현재의 그리스 영토 사로니카에서 출생하여 14세 때 시를 지었다. 1921년 모스크바의 동양근로자 대학에 들어가 마야코프스키와 에세닌과 사귀어 1924년에 귀국하여 활약하다 체포되었으며, 터키 정부에 의하여 작품이 발표 금지의 처분을 받아 죽을 때까지 모국(母國)에서는 시를 발표할 수 없었다.
1950년 세계의 양심적 여론의 힘으로 히크메트는 석방되어 그후 모스크바·프라하·바르샤바·부다페스트 등지로 시작(詩作)의 여행을 계속하다가 1963년 6월 모스크바에서 사망하였다. 그는 터키 공화국이 낳은 현대의 국제적 시인으로서, 조국 터키를 깊이 사랑하여 터키의 가난하고 우매한 농민과 더불어 시로써 노래하였다. 한편 민족주의 ― 터키어 순화운동(純化運動) 가운데 민중문학으로서의 나스렛딘 호자(13세기-15세기?)의 우화와 민예(民藝)로서의 가라교즈(映畵·演劇) 등이 재인식되어 갔다. <나스렛딘 호쟈 이야기>는 널리 터키족 세계에 여러 가지 형태로 구전(口傳)되어 수백년에 걸쳐 민중의 마음 속에 살아왔다. 이러한 의미에서 터키 문학에서 이 이야기가 차지하는 비중은 크다. 이것은 수백의 짧은 소화(笑話)로 되어 있어, 터키 민중의 낙천적인 기질을 훌륭히 직고낙 직고낙

## 관련 서적
- 나쥠 히크메트 시선집 (한국어)